# 中平里 (臺中市)
中平里，是臺灣臺中市太平區所轄的里，日治時期為太平庄第二保轄地。面積0.2835平方公里、4945人。與永平里、建國里、平安里、永成里、太平里、中政里相鄰。

## 里名由來
因位在大平大字之中而得名。

## 歷史沿革
中平里於清代時隸屬藍興堡太平莊；明治35年（1902年）時，改隸臺中廳大平區太平庄，至大正9年（1920年）則隨行政區調整，隸屬台中州大屯郡太平庄大平大字。
二次大戰結束後，國民政府接收臺灣，原先大平大字範圍被劃歸為太平村、中平村與東平村，隸屬臺中縣太平鄉；民國85年（1996年）8月1日，隨太平鄉升格為縣轄市太平市，中平村改制為中平里。民國94年（2005年）8月，行政區再次調整，中平里劃出西北部及東南部置中政里和平安里管轄，範圍就此底定至今。

### 書籍
- 國立臺灣師範大學地理學系，《臺灣地名辭書》卷十二《臺中縣》第二冊，國史館臺灣文獻館。ISBN 9789860105742

## 外部連結
- 臺中市太平區公所（页面存档备份，存于）